# Хара-Шибір (Бурятія)
Хара-Шибір (рос. Хара-Шибирь) — улус Заіграєвського району, Бурятії Росії. Входить до складу Сільського поселення Первомаєвське. Населення — 175 осіб (2015 рік).

## Люди
В улусі народився Шагжин Цирен Галзутович (1918—1994) — бурятський радянський актор, режисер, драматург.